# Đặng Châu Tuệ
Đặng Châu Tuệ (1907-1986) là nhà cách mạng Việt Nam, đại biểu Quốc hội Việt Nam khóa I, Chủ bút Báo Than, Chủ tịch Ủy ban Hành chính lâm thời tỉnh Nam Định, Chủ tịch Ủy ban Kháng chiến Hành chính tỉnh Ninh Bình.
Ông quê ở xóm Nam, làng Bình An, tổng Khê Kiều, huyện Thư Trì (nay thuộc xã Song An, huyện Vũ Thư, tỉnh Thái Bình).
Sinh ra trong gia đình khá giả, thời niên thiếu, ông được cha mẹ tạo điều kiện cho ăn học, là học sinh sơ học Pháp Việt ở Thái Bình, sau chuyển lên Nam Định học trường Thành Chung, cùng thế hệ với các đảng viên Nguyễn Đức Cảnh, Đặng Xuân Khu (tức Trường Chinh), Hoàng Văn Hoan...

## Quá trình hoạt động cách mạng
Ngày 11-3-1926, nhà yêu nước Phan Chu Trinh mất. Phong trào truy điệu và để tang cụ Phan từ Sài Gòn đã lan ra toàn quốc. Nhân dân Nam Định, mà nòng cốt là học sinh trường Thành Chung, đã đấu tranh đòi được tổ chức lễ truy điệu cụ Phan. Một trong những người tham gia khởi xướng đấu tranh là Đặng Châu Tuệ. Sự kiện ấy đã gây tiếng vang lớn trong cả nước. Năm 1927, Chi bộ Việt Nam Thanh niên Cách mạng đồng chí hội đầu tiên ra đời ở trường Thành Chung, không lâu sau đó Đặng Châu Tuệ đã được kết nạp vào Hội.
Sau khi kết nạp Hội, Đặng Châu Tuệ đã cùng các đồng chí của mình về các địa phương hoạt động. Ông đã ra Cẩm Phả gia nhập đội ngũ công nhân để hoạt động và phụ trách báo Than. Cuối tháng 2-1930, Chi bộ Đảng Cộng sản Việt Nam đầu tiên của Vùng mỏ được thành lập ở Mạo Khê (Đông Triều) gồm 5 đồng chí, Đặng Châu Tuệ đã được bầu làm Bí thư chi bộ. Báo Than được khôi phục, xuất bản và Bí thư Chi bộ Đặng Châu Tuệ đã cùng với đảng viên Vũ Thị Mai tiếp tục phụ trách tờ báo.
Khoảng đầu năm 1931, Đặng Châu Tuệ bị Pháp bắt giam ở nhà tù Hoả Lò (Hà Nội), rồi sau đó chúng đày ông ra Côn Đảo. Cuối năm 1936, Luật ân xá chính trị phạm của Chính phủ Mặt trận Nhân dân Pháp được ban hành ở Đông Dương, nhiều chiến sĩ cộng sản từ các nhà tù trở về. Đặng Châu Tuệ đã cùng với Đặng Xuân Khu (Trường Chinh), Hạ Bá Cang (Hoàng Quốc Việt), Khuất Duy Tiến… nhập ngay vào nhóm Lé Travail (Báo Lao động) - nơi Võ Nguyên Giáp đang làm việc.
Đầu 1938, ông được giao phụ trách nhà đại lý báo của Đảng bộ Nam Định, đến đầu năm 1939 được điều động về phụ trách hiệu sách "Phạm Đình Truy" của Đảng bộ Thái Bình. Cùng thời gian này, sau khi chi nhánh hải ngoại của Đảng Xã hội Pháp (SFIO) ra đời ở Bắc và Trung Kỳ, Đảng Cộng sản Đông Dương đã cử đảng viên của mình, trong đó có Đặng Châu Tuệ, tham gia SFIO để tranh thủ những người Pháp dân chủ và các trí thức Việt Nam tiến bộ.
Năm 1941, Đặng Châu Tuệ được Xứ uỷ Bắc Kỳ cử vào tham gia Thường vụ Tỉnh uỷ Thanh Hóa, chỉ đạo việc thành lập chiến khu du kích Ngọc Trạo và trực tiếp chỉ huy đội du kích chiến khu .
Cách mạng Tháng Tám 1945 thành công, ông được cử làm Chủ tịch Ủy ban Hành chính lâm thời tỉnh Nam Định, được bầu là Đại biểu Quốc hội khoá I của tỉnh Nam Định, đặc phái viên Nội vụ Lào Kai của Chính phủ.
Ngày 30-9-1947, Chủ tịch Hồ Chí Minh ký Sắc lệnh số 237/SL cử Đặng Châu Tuệ giữ chức Chủ tịch Ủy ban Kháng chiến Hành chính tỉnh Ninh Bình.
Năm 1954, ông làm chính tòa phúc thẩm Tòa án nhân dân Tối cao cho đến lúc nghỉ hưu.

## Vinh danh
Với những dấu ấn để lại trong lịch sử cách mạng của Vùng mỏ như là một trong những người tiền bối đầu tiên về chỉ đạo phong trào "vô sản hoá" ở Cẩm Phả, Bí thư chi bộ Đảng đầu tiên được thành lập ở Vùng mỏ, người sáng lập ra tờ báo Than, tỉnh Quảng Ninh đã lấy tên Đặng Châu Tuệ đặt cho tên đường phố ở TP Hạ Long và TP Cẩm Phả (từ đường Nguyễn Đức Cảnh tới Đèo Bụt, giáp ranh Hạ Long).
Tại phường Mạo Khê, thành phố Đông Triều, tỉnh Quảng Ninh, tuyến phố chạy từ đường Nguyễn Văn Đài sang phố Công Nông, qua trung tâm điều hành Công ty Than Mạo Khê đã vinh dự được mang tên ông